# Cinnyris habessinicus
Cinnyris habessinicus là một loài chim trong họ Nectariniidae.